# Caryophyllia pauciseptata
Espèce
Statut CITES
Caryophyllia pauciseptata est une espèce de coraux appartenant à la famille des Caryophylliidae.